# لوئیس دابسون
لوئیس دابسون (انگلیسی: Louise Dobson؛ زادهٔ ۱ سپتامبر ۱۹۷۲) بازیکن هاکی روی چمن اهل استرالیا بود.
وی در مسابقات کشوری و بین‌المللی در مجموع برندهٔ ۵ مدال طلا، ۳ مدال برنز شده‌است.